# Астрохімія

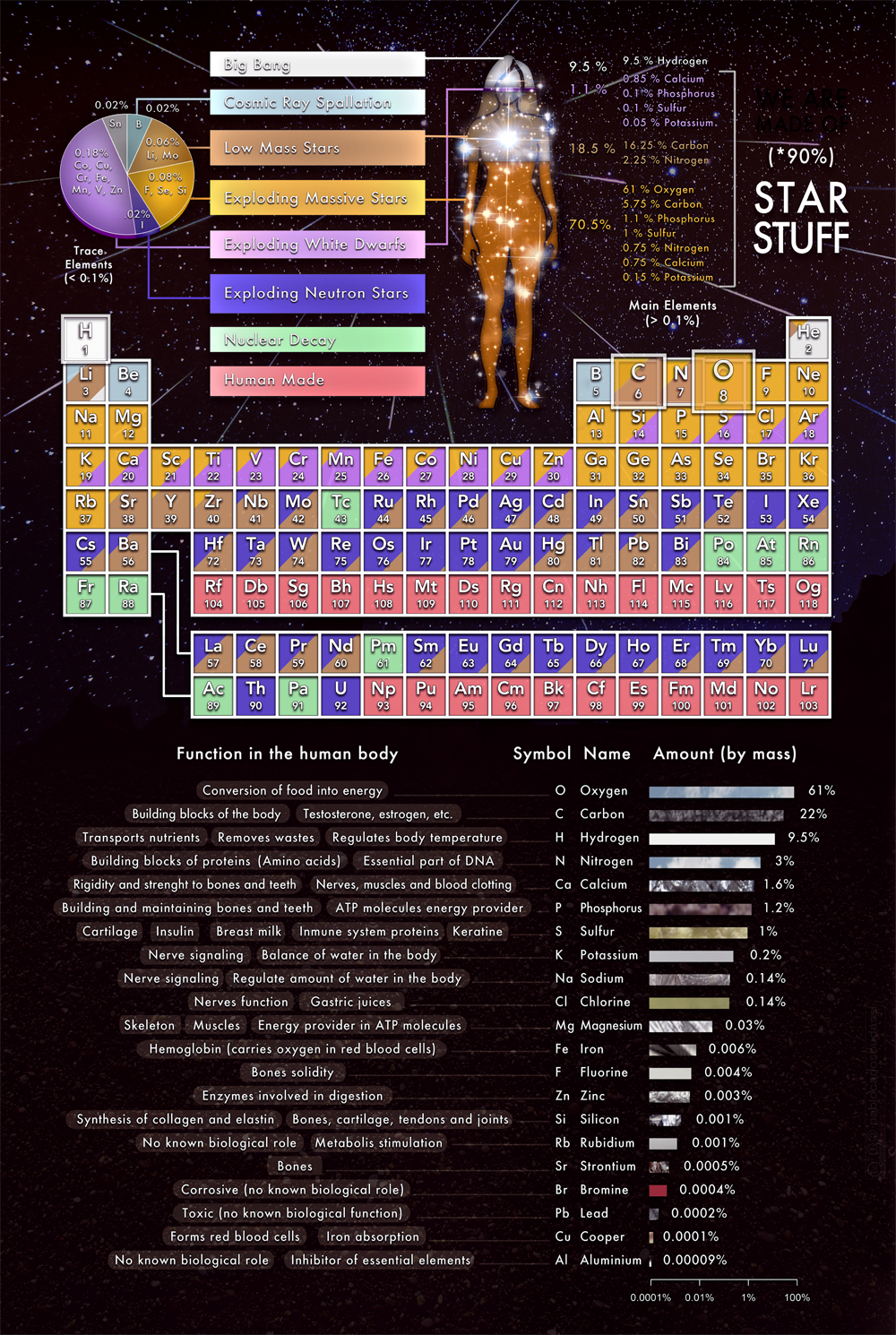
Інфографіка, яка показує теоретичне походження хімічних елементів, з яких складається людське тіло

Астрохімія — це дослідження поширеності та реакції молекул у Всесвіті та їх взаємодії з випромінюванням. Ця дисципліна поєднує в собі астрономію та хімію. Слово «астрохімія» можна застосовувати як до Сонячної системи, так і до міжзоряного середовища. Дослідження великої кількості елементів і співвідношення ізотопів в об'єктах Сонячної системи, таких як метеорити, також називають космохімією, тоді як дослідження міжзоряних атомів і молекул та їх взаємодії з випромінюванням іноді називають молекулярною астрофізикою. Утворення, атомний і хімічний склад, еволюція і доля молекулярних газових хмар представляє особливий інтерес, оскільки саме з них утворюються сонячні системи.

## Історія
Як відгалуження дисциплін астрономії та хімії, історія астрохімії заснована на спільній історії двох галузей. Розвиток прогресивної спостережної та експериментальної спектроскопії дозволив виявляти постійно зростаючий масив молекул у сонячних системах і навколишньому міжзоряному середовищі. У свою чергу, збільшення кількості хімічних речовин, відкритих завдяки прогресу в спектроскопії та інших технологіях, збільшило розмір і масштаб хімічного простору, доступного для астрохімічних досліджень.

### Історія спектроскопії
Спостереження сонячних спектрів, виконані Афанасіусом Кірхером (1646), Яном Мареком Марсі (1648), Робертом Бойлем (1664) і Франческо Марією Грімальді (1665), передували роботі Ньютона 1666 року, яка встановила спектральну природу світла і призвела до створення першого спектроскопа. Спектроскопія вперше була використана як астрономічний метод у 1802 році під час експериментів Вільяма Хайда Воластона, який створив спектрометр для спостереження за спектральними лініями, присутніми в сонячному випромінюванні. Ці спектральні лінії пізніше були кількісно визначені завдяки роботі Йозефа фон Фраунгофера.
Спектроскопія вперше була використана для розрізнення різних матеріалів після того, як Чарльз Вітстон оприлюднив звіт 1835 року про те, що іскри, які випромінюють різні метали, мають різні спектри випромінювання. Пізніше це спостереження було використано Леоном Фуко, який продемонстрував у 1849 році, що ідентичні лінії поглинання та випромінювання є результатом того самого матеріалу при різних температурах. Еквівалентне твердження було незалежно висунуто Андерсом Йонасом Ангстремом у його праці Optiska Undersökningar 1853 року, де було висунуто теорію про те, що світні гази випромінюють промені світла на тих же частотах, що й світло, яке вони можуть поглинати.
Ці спектроскопічні дані почали набувати теоретичного значення після спостереження Йоганна Бальмера про те, що спектральні лінії, показані зразками водню, відповідають простому емпіричному зв'язку, який став відомий як ряд Бальмера. Ця серія, окремий випадок більш загальної формули Рідберга, розробленої Йоганнесом Рідбергом у 1888 році, була створена для опису спектральних ліній, що спостерігаються для водню. Робота Рідберга розширила цю формулу, дозволивши розрахувати спектральні лінії для багатьох різних хімічних елементів. Теоретичне значення, яке надається цим спектроскопічним результатам, було значно розширене з розвитком квантової механіки, оскільки теорія дозволяла порівнювати ці результати з атомними та молекулярними спектрами випромінювання, які були розраховані апріорі.

### Історія астрохімії
У той час як радіоастрономія була розроблена в 1930-х роках, лише в 1937 році з'явилися перші суттєві докази для остаточної ідентифікації міжзоряної молекули — до цього моменту єдиними хімічними речовинами, про які відомо, що існують у міжзоряному просторі, були атоми. Ці висновки були підтверджені в 1940 році, коли McKellar визначив і приписав спектроскопічні лінії в на той час неідентифікованому радіоспостереженні молекулам CH і CN у міжзоряному просторі. Через тридцять років у міжзоряному просторі було виявлено невелику кількість інших молекул: найважливішими з них є OH, відкритий у 1963 році та важливий як джерело міжзоряного кисню, і H 2 CO (формальдегід), відкритий у 1969 році, і важлива як перша спостережена органічна багатоатомна молекула в міжзоряному просторі.
Відкриття міжзоряного формальдегіду, а пізніше інших молекул, які мають потенційне біологічне значення, таких як вода чи монооксид вуглецю, розглядається дехто як вагомі докази для абіогенетичних теорій життя: зокрема, теорій, які стверджують, що основні молекулярні компоненти життя прийшли з позаземних джерел. Це спонукало до ще триваючих пошуків міжзоряних молекул, які або мають пряме біологічне значення (наприклад, міжзоряний гліцин, виявлений у кометі в нашій Сонячній системі в 2009 році), або які демонструють біологічно важливі властивості, такі як хіральність, прикладом чого є (епоксипропан) було виявлено в 2016 році — разом з більш фундаментальними астрохімічними дослідженнями.

## Спектроскопія
Одним особливо важливим експериментальним інструментом в астрохімії є спектроскопія за допомогою використання телескопів для вимірювання поглинання та випромінювання світла від молекул і атомів у різних середовищах. Порівнюючи астрономічні спостереження з лабораторними вимірюваннями, астрохіміки можуть зробити висновки про вміст елементів, хімічний склад і температуру зірок і міжзоряних хмар. Це можливо тому, що іони, атоми та молекули мають характерні спектри: тобто поглинання та випромінювання певних довжин хвиль (кольорів) світла, часто не видимих людським оком. Однак ці вимірювання мають обмеження, оскільки різні типи випромінювання (радіо, інфрачервоне, видиме, ультрафіолетове тощо) можуть виявляти лише певні типи частинок, залежно від хімічних властивостей молекул. Міжзоряний формальдегід був першою органічною молекулою, виявленою в міжзоряному середовищі.
Мабуть, найпотужнішою технікою для виявлення окремих хімічних форм є радіоастрономія, яка дозволила виявити понад сотню міжзоряних видів, включаючи радикали та іони, а також органічні (тобто вуглецеві) сполуки, такі як спирти, кислоти, альдегіди і кетони. Однією з найпоширеніших міжзоряних молекул, яку найлегше виявити за допомогою радіохвиль (через сильний електричний дипольний момент), є CO (монооксид вуглецю). Насправді CO є настільки поширеною міжзоряною молекулою, що її використовують для картографування молекулярних регіонів. Радіоспостереження, яке, мабуть, викликає найбільший інтерес для людини, це твердження про міжзоряний гліцин, найпростішу амінокислоту, але це супроводжує значні суперечки. Одна з причин, чому це виявлення було суперечливим, полягає в тому, що хоча радіо (та деякі інші методи, такі як обертальна спектроскопія) є хорошими для ідентифікації простих видів із великими дипольними моментами, вони менш чутливі до більш складних молекул, навіть до чогось відносно невеликого, як амінокислоти.
Більше того, такі методи повністю сліпі для молекул, які не мають диполя. Наприклад, на сьогоднішній день найпоширенішою молекулою у Всесвіті є H2 (газовий водень або хімічно краще сказати дигідроген), але вона не має дипольного моменту, тому вона невидима для радіотелескопів. Крім того, такі методи не можуть виявити види, які не знаходяться в газовій фазі. Оскільки щільні молекулярні хмари дуже холодні (від 10 до 50 К [від -263,1 °C до -223,2°C]), більшість молекул у них (окрім дигідрогену) заморожені, тобто тверді. Натомість дигідроген та інші молекули виявляються за допомогою інших довжин хвиль світла. Дигідроген легко виявляється в ультрафіолетовому (УФ) і видимому діапазонах за його поглинанням і випромінюванням світла (лінія водню). Крім того, більшість органічних сполук поглинають і випромінюють світло в інфрачервоному (ІЧ) діапазоні, тому, наприклад, виявлення метану в атмосфері Марса було досягнуто за допомогою 3-метрового наземного інфрачервоного телескопа NASA на вершині Мауна Кеа, Гаваї. Дослідники NASA використовують для своїх спостережень, досліджень і наукових операцій бортовий ІЧ-телескоп SOFIA і космічний телескоп Spitzer. Дещо пов'язане з нещодавнім виявленням метану в атмосфері Марса. Крістофер Озе з Університету Кентербері в Новій Зеландії та його колеги повідомили в червні 2012 року, що вимірювання співвідношення рівнів дигідрогену та метану на Марсі може допомогти визначити ймовірність життя на Марсі. За словами вчених, «…низькі співвідношення H2/CH4 (менше приблизно 40) вказують на те, що життя, ймовірно, присутнє та активне». Інші вчені нещодавно повідомили про методи виявлення дигідрогену та метану в позаземній атмосфері.
Інфрачервона астрономія також виявила, що міжзоряне середовище містить набір складних газофазних сполук вуглецю, які називаються поліароматичними вуглеводнями, часто скорочено ПАВ. Ці молекули, що складаються в основному з злитих кілець вуглецю (або нейтрального, або в іонізованому стані), вважаються найпоширенішим класом сполук вуглецю в Галактиці. Вони також є найпоширенішим класом молекул вуглецю в метеоритах, кометному та астероїдному пилу (космічний пил). Ці сполуки, а також амінокислоти, нуклеотидні основи та багато інших сполук у метеоритах містять дейтерій та ізотопи вуглецю, азоту та кисню, які дуже рідко зустрічаються на Землі, що свідчить про їхнє позаземне походження. Вважається, що ПАВ утворюються в гарячому навколозоряному середовищі (навколо вмираючих, багатих вуглецем червоних гігантів).
Інфрачервона астрономія також використовувалася для оцінки складу твердих матеріалів у міжзоряному середовищі, включаючи силікати, керогеноподібні тверді речовини, багаті вуглецем, і лід. Це пояснюється тим, що на відміну від видимого світла, яке розсіюється або поглинається твердими частинками, ІЧ-випромінювання може проходити через мікроскопічні міжзоряні частинки, але в процесі відбувається поглинання на певних довжинах хвиль, характерних для складу зерен. Як і вище в радіоастрономії, існують певні обмеження, наприклад, N2 важко виявити за допомогою ІЧ або радіоастрономії.
Такі ІЧ-спостереження визначили, що в щільних хмарах (де достатньо частинок, щоб послабити руйнівне ультрафіолетове випромінювання) тонкі шари льоду покривають мікроскопічні частинки, дозволяючи відбуватися деякі низькотемпературні хімії. Оскільки дигідроген є найпоширенішою молекулою у Всесвіті, початковий хімічний склад цих льодів визначається хімічним складом водню. Якщо водень є атомарним, то атоми H реагують з доступними атомами O, C і N, утворюючи «відновлені» речовини, такі як H2O, CH4 і NH3. Однак, якщо водень є молекулярним і тому не реакційноздатний, це дозволяє важчим атомам реагувати або залишатися зв'язаними разом, утворюючи CO, CO2, CN тощо. Ці змішані молекулярні льоди піддаються впливу ультрафіолетового випромінювання та космічних променів, що призводить до у складній радіаційно керованій хімії. Лабораторні експерименти з фотохімії простих міжзоряних льодів дали амінокислоти. Подібність між зоряним і кометним льодом (а також порівняння сполук газової фази) використовувалися як індикатори зв'язку між міжзоряною та кометною хімією. Це певною мірою підтверджується результатами аналізу органіки зі зразків комети, повернутих місією Стардаст, але мінерали також вказують на дивовижний внесок високотемпературної хімії в сонячну туманність.

## Дослідження

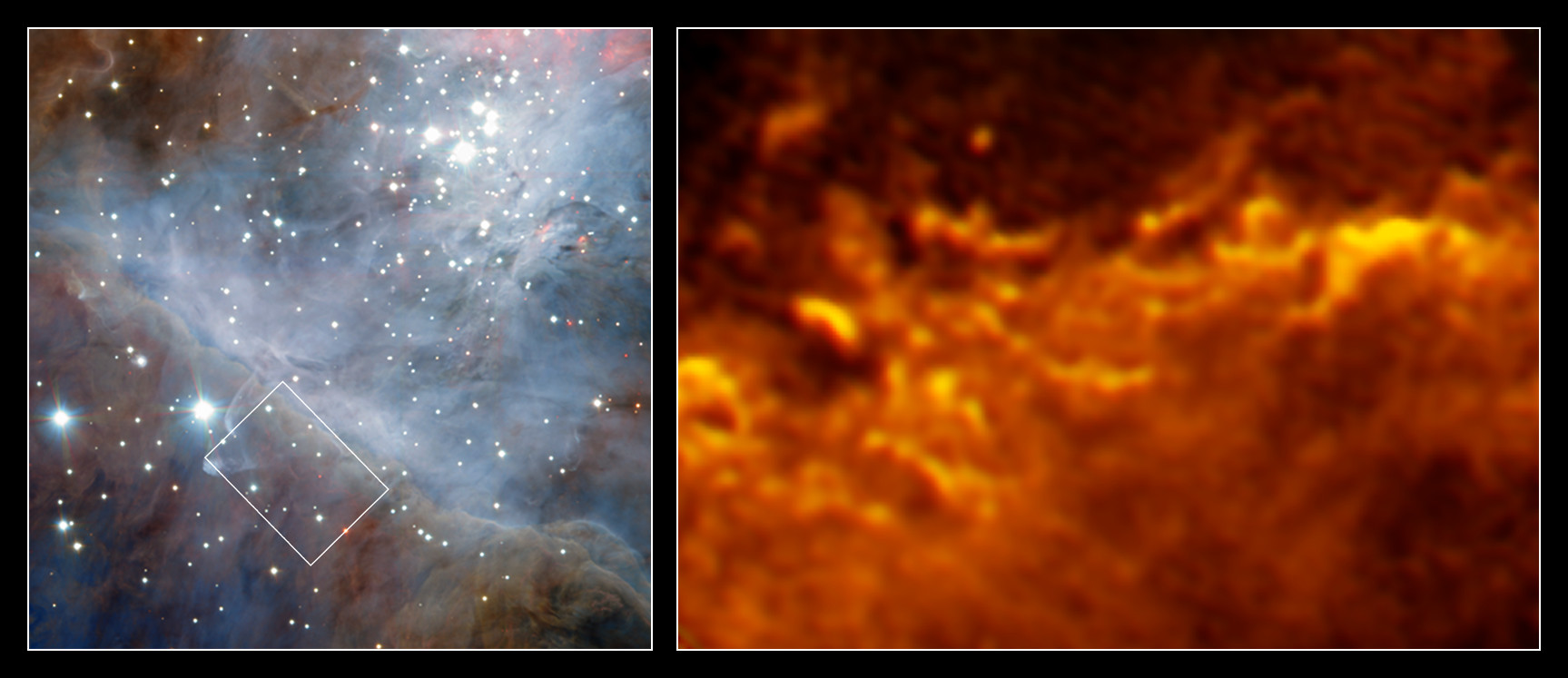
Перехід від атомарного до молекулярного газу на межі молекулярної хмари Оріона

Прогресують дослідження способу формування та взаємодії міжзоряних і навколозоряних молекул, наприклад, шляхом включення нетривіальних квантово-механічних явищ для шляхів синтезу міжзоряних частинок. Це дослідження може мати глибокий вплив на наше розуміння набору молекул, які були присутні в молекулярній хмарі під час формування нашої Сонячної системи, що сприяло багатій вуглецевій хімії комет і астероїдів і, отже, метеоритів і частинок міжзоряного пилу, які падають на Землі тоннами щодня.
Розрідженість міжзоряного та міжпланетного простору призводить до деякої незвичайної хімії, оскільки реакції, заборонені симетрією, відбуваються лише в найдовшому часовому масштабі. З цієї причини молекули та молекулярні іони, які є нестабільними на Землі, можуть бути дуже поширені в космосі, наприклад, іон H3+.
Астрохімія збігається з астрофізикою та ядерною фізикою в характеристиці ядерних реакцій, які відбуваються в зірках, а також структури зоряних надр. Якщо зірка розвиває здебільшого конвективну оболонку, можуть відбутися події поглиблення, що виносить продукти ядерного горіння на поверхню. Якщо зірка зазнає значної втрати маси, викинутий матеріал може містити молекули, обертальні та вібраційні спектральні переходи яких можна спостерігати за допомогою радіо- та інфрачервоних телескопів. Цікавим прикладом цього є набір вуглецевих зірок із силікатною та водно-льодовою зовнішніми оболонками. Молекулярна спектроскопія дозволяє побачити, як ці зірки переходять від початкового складу, в якому кисню було більше, ніж вуглецю, до фази вуглецевої зірки, де вуглець, утворений горінням гелію, виноситься на поверхню глибокою конвекцією, що різко змінює молекулярний вміст зоряний вітер.
У жовтні 2011 року вчені повідомили, що космічний пил містить органічну речовину («аморфні органічні тверді речовини зі змішаною ароматично — аліфатичною структурою»), яка може бути створена природним шляхом і швидше за все, зірками.
29 серпня 2012 року вперше в світі астрономи Копенгагенського університету повідомили про виявлення конкретної молекули цукру, гліколевого альдегіду, у далекій зоряній системі. Молекулу виявили навколо протозіркової подвійної системи IRAS 16293-2422, яка розташована на відстані 400 світлових років від Землі. Гліколевий альдегід необхідний для утворення рибонуклеїнової кислоти або РНК, яка за функціями схожа на ДНК. Це відкриття свідчить про те, що складні органічні молекули можуть утворюватися в зоряних системах до формування планет, зрештою потрапляючи на молоді планети на початку їх формування.
У вересні 2012 року вчені NASA повідомили, що поліциклічні ароматичні вуглеводні (ПАВ) під впливом умов міжзоряного середовища перетворюються шляхом гідрування, оксигенації та гідроксилювання на більш складні органічні речовини — «це крок на шляху до амінокислот і нуклеотидів, сировини для білків і ДНК відповідно». Крім того, в результаті цих перетворень ПАВ втрачають свій спектроскопічний підпис, що може бути однією з причин «відсутності виявлення ПАВ в зернах міжзоряного льоду, особливо у зовнішніх областях холодних, щільних хмар або верхніх молекулярних шарах протопланетних дисків».
У лютому 2014 року НАСА оголосило про створення вдосконаленої спектральної бази даних для відстеження поліциклічних ароматичних вуглеводнів (ПАВ) у Всесвіті. За словами вчених, більше 20 % вуглецю у Всесвіті може бути пов'язано з ПАВ, можливими вихідними матеріалами для утворення життя. ПАВ, здається, утворилися незабаром після Великого вибуху, широко поширені по всьому Всесвіту та пов'язані з новими зірками та екзопланетами.
11 серпня 2014 року астрономи оприлюднили дослідження, уперше використовуючи великий міліметровий/субміліметровий масив Atacama (ALMA), у якому детально описано розподіл HCN, HNC, H2CO та пилу всередині ком з комет C/2012 F6. (Леммон) і C/2012 S1 (ISON).
Для дослідження ресурсів хімічних елементів і молекул у Всесвіті розроблено математичну модель розподілу складу молекул у міжзоряному середовищі за термодинамічними потенціалами професора М. Ю. Доломатова з використанням методів теорії ймовірностей, математичної та фізичної статистики та рівноважної термодинаміки. На основі цієї моделі оцінюються ресурси пов'язаних з життям молекул, амінокислот і азотистих основ у міжзоряному середовищі. Показано можливість утворення молекул вуглеводнів нафти. Наведені розрахунки підтверджують гіпотези Соколова і Хойла про можливість утворення нафтових вуглеводнів у космосі. Результати підтверджені даними астрофізичних спостережень і космічних досліджень.
У липні 2015 року вчені повідомили, що після першого приземлення посадкового модуля Філи (Philae) на поверхню комети 67/P COSAC і Ptolemy інструменти виявили шістнадцять органічних сполук, чотири з яких були вперше помічені на кометі, у тому числі ацетамід, ацетон, метилізоціанат і пропіональдегід.
У грудні 2023 року астрономи повідомили про перше відкриття в шлейфах Енцелада, супутника планети Сатурн, ціаніду водню, можливої хімічної речовини, необхідної для життя, як ми його знаємо, а також інших органічних молекул, деяких з які ще належить краще ідентифікувати та зрозуміти. За словами дослідників, «ці [щойно відкриті] сполуки потенційно можуть підтримувати існуючі мікробні спільноти або стимулювати складний органічний синтез, що веде до зародження життя».

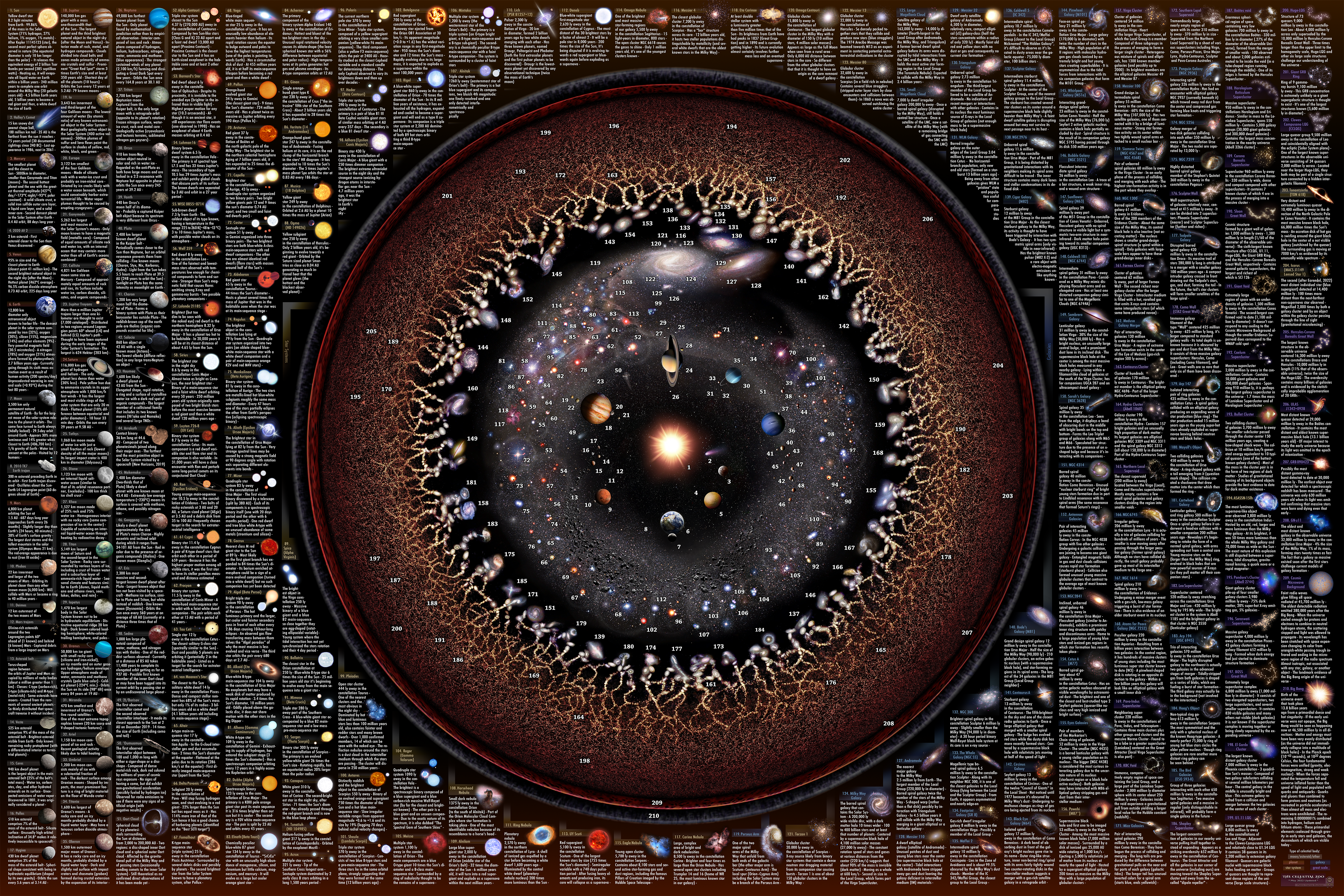
Хімічне розмаїття різних типів астрономічних об'єктів. На цій інфографіці астрономічні об'єкти різного типу та масштабу демонструють свої відмінні хімічні особливості.